# Малая Гора (Вологодская область)
Малая Гора — деревня в Усть-Кубинском районе Вологодской области.
Входит в состав Богородского сельского поселения (с 1 января 2006 года по 9 апреля 2009 года входила в Верхнераменское сельское поселение), с точки зрения административно-территориального деления — в Верхнераменский сельсовет.
Расстояние до районного центра Устья по автодороге — 66,5 км, до центра муниципального образования Богородского по прямой — 16 км. Ближайшие населённые пункты — Дмитриевская, Ломово, Никифоровская, Сенская, Угол.
По переписи 2002 года население — 87 человек (46 мужчин, 41 женщина). Всё население — русские.